# Hans Beheim der Ältere
Hans Beheim der Ältere (* 1455/60; † vor 26. August 1538), auch Hans Behaim, war wohl der bedeutendste Architekt (Steinmetz und Stadtbaumeister) der Spätgotik um 1500 in Nürnberg.

## Leben
Beheims Vater hieß ebenfalls Hans und war Handwerker, seine Mutter hieß Adelheid (beide † vor 1497). Sein Bruder Lorenz Behaim († 1494, Vater von Lorenz Behaim) war Büchsengießer und Beckenschläger. Er war Vater von drei Söhnen, Matthias Behaim, Geistlicher an St. Lorenz in Nürnberg, Hans Behaim der Jüngere, Rotgießer (u. a. der Sigismund-Glocke in Krakau), Paulus Behaim (Stadtbaumeister und Festungsbaumeister) sowie drei Töchtern.

## Werke

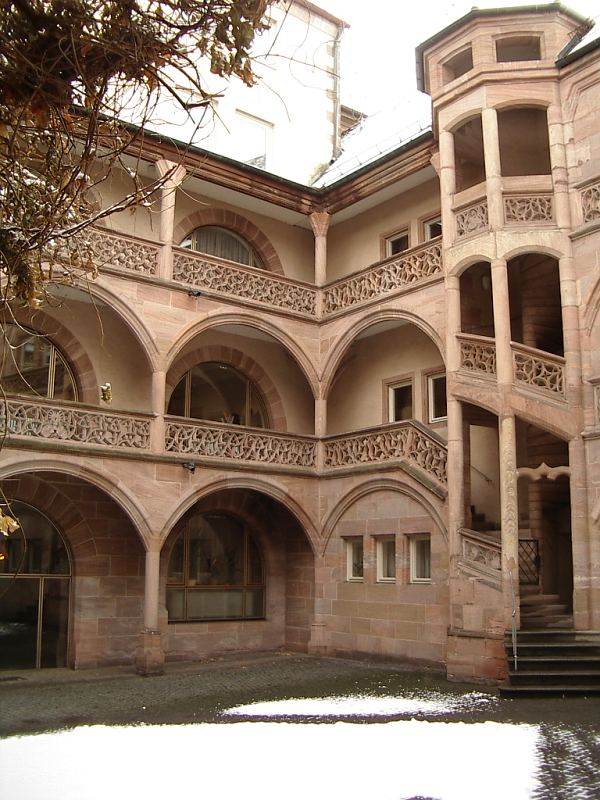
Der Welserhof

Hans Beheim errichtete in Nürnberg u. a. folgende Gebäude:
- Das Unschlitthaus auf dem ehemaligen 2. Stadtgraben (1490/91)
- Kaiserhof für Heinrich Wolff von Wolfstahl 1496/97 (zerstört)
- Kornhaus am Inneren Frauentor, 1498–1502;
- Große Waage auf dem 2. Stadtgraben (seit 1572 Die große Mauthalle, Wiederaufbau 1952)
- Die Alte Waage, Herren- oder Fronwaage mit der Herrentrinkstube, 1497/98 (zerstört)
- Das Kornhaus auf den Vesten, die ehemalige Kaiserstallung auf der Burg, 1494/95[2], 1951 Wiederaufbau als Stadtjugendbau, heute Jugendherberge;
- Das ehemalige Kornhaus der Deutschordenskommende (vermutet) 1516 (als Polizeipräsidium erhalten)
- Festung Lichtenau bei Ansbach auf dem älteren Schlossbau, 1515/16
- Erweiterung des Heilig-Geist-Spitals mit Überbauung des einen Pegnitzarmes und großem sog. Kreuzigungshof, 1504/27 (Wiederaufbau 1951/52)
- Landauersches Zwölfbrüderhaus mit Allerheiligenkapelle, 1506/07 (z. T. erhalten, aber beschädigt)
- St. Sebastiansspital mit Kapelle, 1509/13 (1552 abgebrochen)
- Teile des Nürnberger Rathauses (1514/15): u. a. Erweiterung der Ratsstube und Fassade zum Fünferplatz hin und doppelläufige Treppe zum großen Saal
- Den Welserhof, für den Kaufherrn Jakob Welser, Theresienstr. 7, 1509/12 (ehemals „Haus zur goldenen Rose“, im 14./15. Jahrhundert Haus der Stromer, später Krafftsches Haus, Hof erhalten, Fassade schwer zerstört)
- Wohnhäuser: Adlerstr. 21, 1498 (Hof erhalten, Fassade barock verändert), Bindergasse 26 (zerstört), Sog. hist. Hof für Peter Imhoff, Tucherstr. 20, um 1500 (zerstört)
- Pfarrhaus der Frauenkirche, Winklerstr. 31
- Die Landauerkapelle (auch: Allerheiligenkapelle, Zwölfbotenkapelle)
- Holzschuherkapelle auf dem Johannisfriedhof (Nürnberg)
- Rochuskapelle auf dem Rochusfriedhof

In der Umgebung von Nürnberg werden ihm mehrere Kirchenausbauten zugeschrieben (z. B. der 1522 vollendete spätgotische Chor der Pfarrkirche in Poppenreuth).